# Gloria Heath
Gloria Heath (Nueva York, 7 de mayo de 1922-16 de diciembre de 2017) fue una pionera estadounidense en seguridad de vuelo, miembro fundadora de la Flight Safety Foundation y directora del Comité de Seguridad Espacial de la Academia Internacional de Astronáutica.

## Biografía
Heath nació en Nueva York y se graduó en la Putney School en 1939 y en el Smith College en 1943. Heath voló por primera vez en avión a los cuatro años, compartiendo el interés por volar con su hermano mayor Royal. En Smith, Heath se especializó en educación y estudios infantiles, escribió para el periódico, jugó en el equipo nacional de lacrosse femenino y fue presidenta del Smith College Flying Club. Antes de la presidencia de Heath, los miembros del Smith Flying Club aprendían la teoría del vuelo, pero no su práctica. En 1941, Heath convenció a los otros quince miembros del Flying Club para que compraran un avión por 100 dólares cada uno. Los miembros del club utilizaron este avión, que pintaron de negro y bautizaron como El Ave del Paraíso, para practicar el vuelo en el aeropuerto LaFleur de Northampton (Massachusetts).

## Trayectoria

### Piloto
Tras graduarse en Smith, Heath se unió al Servicio de Pilotos de la Fuerza Aérea Femenina (WASP), el primer grupo de mujeres estadounidenses que volaron aviones militares. Como WASP, Heath voló bombarderos B-26 utilizados para prácticas de tiro en la Reserva de la Base Aérea Grissom en Indiana. Obtuvo el rango de Subteniente. Tras el final de la Segunda Guerra Mundial en 1945, las WASP se disolvieron y Heath comenzó a trabajar en el campo de la seguridad aérea. En 1947, Heath pasó a dirigir el Grupo de Ingeniería para la Seguridad de la recién creada Fundación para la Seguridad en Vuelo. Heath pasó dos décadas trabajando en seguridad aérea, convirtiéndose en subdirectora del Centro de Seguridad Cornell-Guggenheim en 1965 y fundando su propia empresa consultora de búsqueda y rescate SAR-ASSIST en 1968.
La carrera de Heath tomó un giro diferente cuando se le pidió que se convirtiera en presidenta del Comité de Seguridad Espacial de la Academia Internacional de Astronáutica en 1972. Las contribuciones de Heath, que se centraron más en los desastres terrestres y en la ayuda a las naves espaciales derribadas, en última instancia condujeron tanto al desarrollo del actual sistema de búsqueda y rescate basado en satélites como a la declaración de las Naciones Unidas de un Decenio Internacional para la Reducción de los Desastres Naturales.

### Lacrosse
Heath se unió al equipo femenino de lacrosse de EE. UU. como portera en 1941. Después de terminar su servicio de guerra, Heath ingresó en el Equipo de Reserva de EE. UU. en 1949 y 1950 y en el primer equipo de EE. UU. en 1954. De 1951 a 1954, Heath fue presidenta de la Asociación de Lacrosse Femenino de los Estados Unidos.

## Premios y reconocimientos
- 1965: Premio Internacional de Seguridad Aérea Barbour.[9]
- 1971: Medalla del Smith College.[10]
- 1990: Premio de Ciencias de la Ingeniería de la Academia Internacional de Astronáutica.[11] [12]
- 1995: Premio a la trayectoria de las mujeres en la industria aeroespacial.[11] [13]
- 1999: Incorporada a la Asociación Internacional de Mujeres en la Aviación.[14]
- 2000: Premio del Presidente de la Fundación para la Seguridad de Vuelo.[15]
- 2001: Incluida en la lista de las 100 mujeres más influyentes de la aviación.[2]
- 2006: Ingresó al Salón Nacional de la Fama del Lacrosse.[8]
- 2010: Medalla de Oro del Congreso.[16]

## Lectura adicional
- MacLean, Barbara Hutmacher (1997). I can't do what? : voices of pathfinding women. Ventura, Calif.: Pathfinder Pub. ISBN 9780934793629. (requiere registro).